# Świder
Lo Świder è un affluente di destra del fiume Vistola, che attraversa a sud di Varsavia i paesini di Otwock, Józefów e Karchew. La sorgente è ubicata nel Voivodato di Lublino; ha lunghezza di 89,1 km ed un bacino idrografico di 1161,50 km².